# Liga Independente das Escolas de Samba e Blocos de Enredo de Nova Friburgo
Liga Independente das Escolas de Samba e Blocos de Enredo de Nova Friburgo ( LIESBENF) é uma entidade representativa carnavalesca da cidade de Nova Friburgo.
Foi criada na década de 70, como Associação das Escolas de Samba Friburguense (AESFRI) comouma liga de carnaval pelos desfiles Friburguenses, pois antes era o poder público que se encarregada de preparar os
desfiles das escolas e blocos de enredo. mas em 1992, foi decidido que a então liga de carnaval passa-se a se chamar LIESBENF. mantendo os mesmos moldes anteriores. mas em 2019, o desfile dos blocos de enredo deixou de existir passando a ser Escolas de Samba do Grupo A.

## Grupo Especial
| - Vilage no Samba - Alunos do Samba - Imperatriz de Olaria - Unidos da Saudade |

## Grupo A
| - Bola Branca - Globo de Ouro - Unidos do Imperador - Raio de Luar |